# Adam Russo
Adam Russo (ur. 8 sierpnia 1967 w Bryn Mawr) – amerykański aktor pornograficzny i model pochodzenia włoskiego.

## Życiorys

### Wczesne lata
Urodził się w Bryn Mawr w stanie Pensylwania.
W 1985, w wieku 18 lat za fotografię otrzymał letnie stypendium z Bucknell University w Lewisburg, w Pensylwanii. W 1993 został nagrodzony w konkursie na Festival International des Jeunes Créateurs de Mode w Paryżu, gdzie jego projekty modowe były prezentowane w paryskim Musée du Louvre. W 1994 ukończył dwuletni International Fine Arts College w Miami na Florydzie.
W latach 1993–2001 pracował w branży modowej w Nowym Jorku, a potem także w Tucson (2002) i Pacifica (2002-2005), a także jako projektant wnętrz.

### Kariera
Dorabiał jako tzw. „pan do towarzystwa”, zanim przeprowadził się do Los Angeles i podpisał kontrakt z agencją aktorów pornograficznych Titan Men.
Wziął udział w filmach dokumentalnych: Geje w Jerozolimie (Jerusalem is proud to present, 2007) i Miasto granic (City of Borders, 2009).
Karierę w branży pornograficznej zaczął ok. 2010. Od tamtej pory zagrał w filmach pornograficznych produkowanych przez wytwórnie filmowe, takie jak m.in. Suite 703, Juicy Boys i Men.com. W filmach gejowskich jest aktorem uniwersalnym.
Był wielokrotnie nominowany do branżowej nagrody filmowej Grabby. W 2018 w Las Vegas otrzymał GayVN Award w kategorii „Ulubiony tatuś wg fanów” (ang. Fan Awards — Favorite Daddy).
W 2017 jego zdjęcie pojawiło się na łamach magazynu „FourTwoNine”.

## Życie prywatne
Jest gejem. Był związany z aktorem pornograficznym o pseudonimie Cutler X, z którym wystąpił w kilku produkcjach porno.

## Nagrody i nominacje
| Rok  | Nagroda                            | Kategoria                                   | Film               | Inni wykonawcy                                        | Rezultat  |
| ---- | ---------------------------------- | ------------------------------------------- | ------------------ | ----------------------------------------------------- | --------- |
| 2013 | Grabby Award                       | Występujący w sieci roku                    | –                  | –                                                     | Nominacja |
| 2013 | Grabby Award                       | Ulubiona gwiazda porno fanów Squirt.org     | –                  | –                                                     | Nominacja |
| 2014 | Hookies International Escort Award | Najlepszy tatuś                             | –                  | –                                                     | Wygrana   |
| 2015 | Hookies International Escort Award | Najlepszy fetyszysta eskortowy              | –                  | –                                                     | Nominacja |
| 2015 | Grabby Award                       | Najgorętszy aktyw                           | –                  | –                                                     | Nominacja |
| 2015 | Grabby Award                       | Najlepsza grupa                             | Sentenced (2014)   | Brock Avery, J.R. Bronson, Kieron Ryan i Mike DeMarko | Nominacja |
| 2015 | Grabby Award                       | Ulubiona gwiazda porno fanów Squirt.org     | –                  | –                                                     | Nominacja |
| 2016 | XBIZ Award                         | Gejowski wykonawca roku                     | –                  | –                                                     | Nominacja |
| 2016 | Grabby Award                       | Ulubiona gwiazda porno fanów Squirt.org     | –                  | –                                                     | Nominacja |
| 2016 | Cybersocket Web Award              | Najlepsza gwiazda porno                     | –                  | –                                                     | Nominacja |
| 2017 | XBIZ Award                         | Gejowski wykonawca roku                     | –                  | –                                                     | Nominacja |
| 2017 | Grabby Award                       | Najlepszy wszechstronny wykonawca           | –                  | –                                                     | Nominacja |
| 2018 | GayVN Award                        | Nagroda fanów: Ulubiony tatuś               | –                  | –                                                     | Wygrana   |
| 2018 | GayVN Award                        | Najlepszy aktor                             | It’s Coming (2017) | –                                                     | Nominacja |
| 2020 | CyberSocket Award                  | Model roku JustFor.Fans                     | –                  | –                                                     | Nominacja |
| 2020 | Nagroda portalu Pornhub            | Zaaamn Zaddy! Najlepszy tatusiowy wykonawca | -                  | -                                                     | Nominacja |
| 2021 | Fleshbot Awards                    | Najlepszy tatuś                             | –                  | –                                                     | Wygrana   |